# Сирия (мыс)
Мыс Сири́я (яп. 尻屋崎 Сириядзаки) — крайняя северная точка острова Хонсю (Япония). Находится на полуострове Симокита в границах города Хигасидори, префектура Аомори. Входит в состав квази-национального парка Симокита-Ханто.
На мысе находится маяк, построенный в 1876 году. Также в этом районе водятся полудикие лошади кандатиме (яп. 寒立馬), известные своей стойкостью к холоду.
Граница между Японским морем и Тихим океаном в этом районе проводится между мысом Сирия на Хонсю и мысом Эсан на Хоккайдо